# Dimaş Qūdaibergen
Dınmūhammed Qanatūly Qūdaibergen, detto Dimaş (in kazako Дінмұхаммед Қанатұлы Құдайберген?; Aqtöbe, 24 maggio 1994), è un cantautore e polistrumentista kazako, principalmente noto per le sue grandi doti vocali e per l'ampio uso del registro di fischio.

## Biografia
Dimaş nasce da Qanat Qudaıbergen Aıtbaev (padre) e Svetlana Aıtbaeva (madre); entrambi sono cantanti di successo e hanno ricevuto il titolo di Honored Music Artists dal governo del Kazakistan.
Ha effettuato studi universitari sia in musica classica sia in musica contemporanea; dotato di orecchio assoluto, si distingue per la precisione nell'attacco delle note, la flessibilità nella dinamica e per il suo registro musicale che si estende per sei ottave e cinque semitoni, da La1 a Re8. Questo varia da sotto le note più basse della gamma del basso a ben oltre la nota più alta della gamma del soprano.
Sebbene gli fosse stata offerta una posizione all'Opera di Astana ha preferito una carriera nel panorama musicale contemporaneo, incorporando elementi di musica classica, musica tradizionale kazaka e musica pop.
Ha guadagnato notorietà in Kazakistan e nei paesi ex-sovietici nel 2015 dopo aver vinto la competizione Slavjanski Bazaar a Vicebsk in Bielorussia. È diventato popolare in Cina dopo aver partecipato al programma The Best Singer 2017 sul canale Hunan. Ha inoltre acquisito notevole popolarità a livello internazionale in virtù delle sue doti canore che hanno stupito maestri di canto e il pubblico generale, tanto che alcuni lo definiscono un alieno.
Nel corso di un'esibizione dal vivo nel 2017 è riuscito a cantare un re nell'ottava ottava, una nota sotto il record mondiale che, secondo il Guinness dei primati, appartiene al cinese Wang Xiaolong, che è riuscito a riprodurre un mi nell'ottava ottava durante una trasmissione televisiva.
Il suo disco di esordio iD, annunciato il 13 giugno 2019 sul suo profilo Instagram ufficiale, è diventato disco di platino in soli 37 secondi.

## Discografia

### Album in studio
- 2019 – iD
- 2021 - Dimaš Kudajbergen i Igor' Krutoj

### EP
- 2016 – Dimash Kudaibergen

### Singoli
- 2012 – Körkemim
- 2015 – Umıtılmas kün
- 2015 – Aqquym
- 2017 – Maxabbat ber mağan
- 2017 – Ná bù zǒu de jìyì
- 2017 – Go Go Power Rangers
- 2017 – Shíguāng·cānghǎi
- 2017 – Jīngjí wángguàn
- 2018 – Chóngqǐ àiqíng
- 2018 – Screaming
- 2018 – Rènào xīngqiú
- 2018 – Yǒnghéng de yìyì
- 2018 – Ljubov' ustavšich lebedej
- 2019 – Zhànzhēng yǔ hépíng
- 2019 – Znay
- 2019 – Lay Down
- 2019 – Olimpico (Ogni pietra)
- 2019 – Couldn't Leave
- 2019 – Yǒu nǐ
- 2020 – Hāi pí yīxià
- 2020 – Across Endless Dimensions
- 2020 – We Are One